# Igor Tsjzjan
Igor Sergejevitsj Tsjzjan  (Kazachs: Игорь Сергеевич Чжан) (Taldykorgan, 2 oktober 1999), is een Kazachs wielrenner die sinds 2025 rijdt voor China Glory-Mentech.

## Carrière
Tsjzjan behaalde zijn eerste zege bij de junioren op het Aziatisch kampioenschap hier won hij de tijdrit. In datzelfde jaar won hij de derde etappe en het eindklassement in de Tour de DMZ, een juniorenwedstrijd op Zuid-Koreaanse bodem. In het jaar dat volgde reed hij tot en met juli bij een ploeg van de UCI. Die ploeg was opgericht voor renners die in hun eigen land geen ploeg konden vinden. Zo had Tsjzjan ploeggenoten uit onder andere Paraguay en Hongarije. Sinds de tweede helft van 2018 is Tsjzjan altijd actief geweest voor ploegen uit zijn thuisland. In 2022 begon hij als stagiair bij Astana Qazaqstan Team, dat hem voor de twee seizoenen die volgden een profcontract aanbood. In 2022 wist Tsjzjan zich te kronen tot Aziatisch kampioen op de weg.

## Overwinningen
2017
 Aziatisch kampioen tijdrijden, junioren
3e etappe Tour de DMZ
Eindklassement Tour de DMZ
2018
4e etappe Ronde van Iran (Azerbeidzjan)
2021
 Kazachs kampioen tijdrijden, junioren
2022
Grote Prijs Velo Alanya
 Aziatisch kampioen ploegentijdrit, Elite
 Aziatisch kampioen op de weg, Elite
2023
 Aziatisch kampioen ploegentijdrijden (m/v), Elite

## Resultaten in voornaamste wedstrijden
|      | \| Jaar \| Ronde van Vlaanderen \| Parijs-Roubaix \| Amstel Gold Race \| Luik-Bast.‑Luik \| Waalse Pijl \| \| WK op de weg \| \| ---- \| -------------------- \| -------------- \| ---------------- \| --------------- \| ----------- \| \| ------------ \| \| 2023 \| opgave \| opgave \| \| \| \| \| opgave \| \| 2024 \| \| \| opgave \| opgave \| opgave \| \| opgave \| |                |                  |                 |             |  |              |
| Jaar | Ronde van Vlaanderen | Parijs-Roubaix | Amstel Gold Race | Luik-Bast.‑Luik | Waalse Pijl |  | WK op de weg |
| 2023 | opgave | opgave         |                  |                 |             |  | opgave       |
| 2024 | |                | opgave           | opgave          | opgave      |  | opgave       |

## Ploegen
- 2018 –  UCI WCC Mens Team (tot 31-07)
- 2018 –  Astana City (per 01-08)
- 2019 –  Astana City (tot 31-07)
- 2019 –  Vino-Astana Motors (per 01-08)
- 2020 –  Vino-Astana Motors
- 2021 –  Vino-Astana Motors
- 2022 –  Almaty Cycling Team (tot 31-07)
- 2022 –  Astana Qazaqstan Team (per 01-08)
- 2023 –  Astana Qazaqstan Team
- 2024 –  Astana Qazaqstan
- 2025 –  China Glory-Mentech Continental Cycling Team

Basso · Battistella · Boaro · Broesenski · Conti · de Bod · de la Cruz · Dombrowski · Fjodorov · Felline · Gazzoli (tot 10/8) · Gïdïç · Groezdev · Henao (tot 31/07) · López · Loetsenko · Martinelli · Moscon · Natarov · A. Nibali · V. Nibali · Nurlykhassym · Pronskïÿ · Raboesjenka · Romo · Scaroni (vanaf 28/07) · Tejada · Velasco · Zacharov · Zejts · Chzhan (stagiair) · Syritsa (stagiair)
Basso · Battistella · Boaro · Bol · Broesenski · Cavendish · Chzhan · de la Cruz · Dombrowski · Fjodorov · Felline · Garofoli · Gïdïç · Groezdev · Laas · Loetsenko · Martinelli · Moscon · Natarov · Nibali · Nurlykhassym · Pronskïÿ · Raboesjenka · Romo · Sánchez · Scaroni · Syritsa · Tejada · Velasco · Zejts
Ballerini · Battistella · Bettiol (vanf 15/8) · Bol · Brusenskii · Cavendish · Charmig · Fjodorov · Fortunato · Garofoli · Gazzoli · Giditş · Groezdev · Kanter · Koezmin · López · Loetsenko · Maroechin · Mulubrhan · Mørkøv · Pronskii · Scaroni · Schelling · Selig · Syritsa · Tejada · Tsjzjan · Umba · Velasco · Vinokoerov · Goyo (stagiair) · Smirnov (stagiair) · Trezise (stagiair)